# Zrcadlový neuron

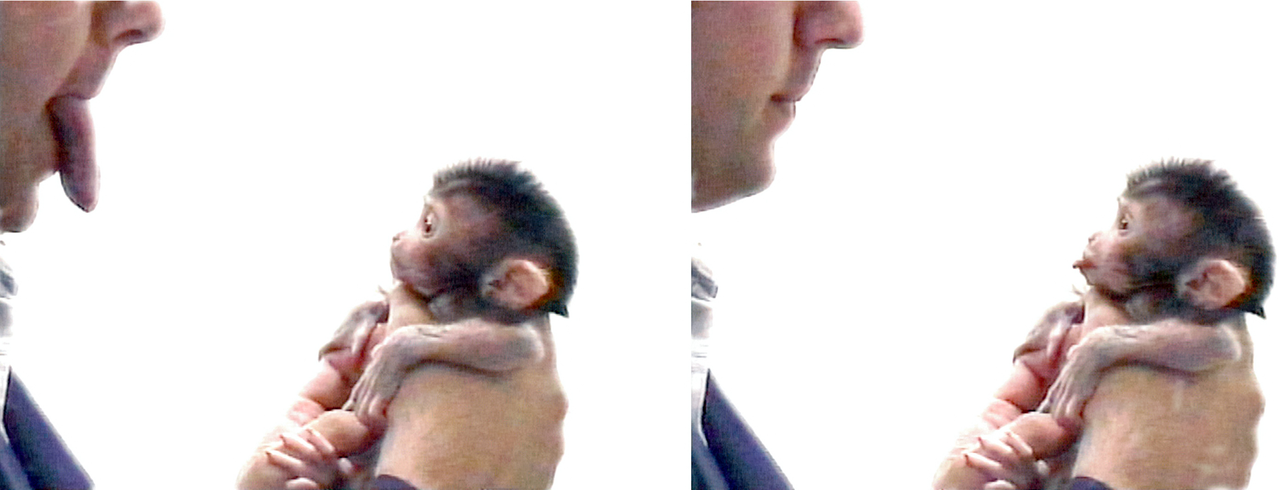
Novorozené mládě makaka napodobující lidskou mimiku

Zrcadlový neuron je neuron, který se aktivuje nejen když zvíře nebo člověk vykoná nějaký úkon, ale i když tento subjekt pozoruje stejný úkon u jiného zvířete nebo člověka. Neuron tedy „zrcadlí“ reakci jiného neuronu, neboli se chová tak, jakoby sám pozorovatel daný úkon prováděl. Takovéto neurony byly přímým pozorováním zjištěny u primátů a u některých dalších skupin živočichů, např. u ptáků. U lidí bylo chování, které by mohlo být důsledkem přítomnosti zrcadlových neuronů, pozorováno v některých částech mozku.
Funkce zrcadlových neuronů zatím není zcela vyjasněná. Mohou být důležité pro pochopení činů ostatních lidí a pro učení nových dovedností pomocí imitace. Mezi tyto dovednosti by mohlo patřit např. osvojování jazyka. Někteří vědci navrhli, že nesprávné fungování souboru zrcadlových neuronů může být příčinou některých duševních postižení, a to hlavně autismu. Pro takováto tvrzení ale zatím neexistuje dostatek důkazů.
Zrcadlové neurony byly poprvé popsány v roce 1992. Někteří vědci tento objev považují za jeden z nejvýznamnějších nedávných objevů v neurovědě. Mezi nimi je Vilayanur S. Ramachandran, který tvrdí, že mohou mít velký význam při imitaci a osvojování jazyka. Navzdory zájmu, který tyto objevy vyvolaly, ale dodnes neexistuje žádný přijatelný model toho, jakým způsobem zrcadlové neurony podporují kognitivní funkce.